# Olaf Kramer

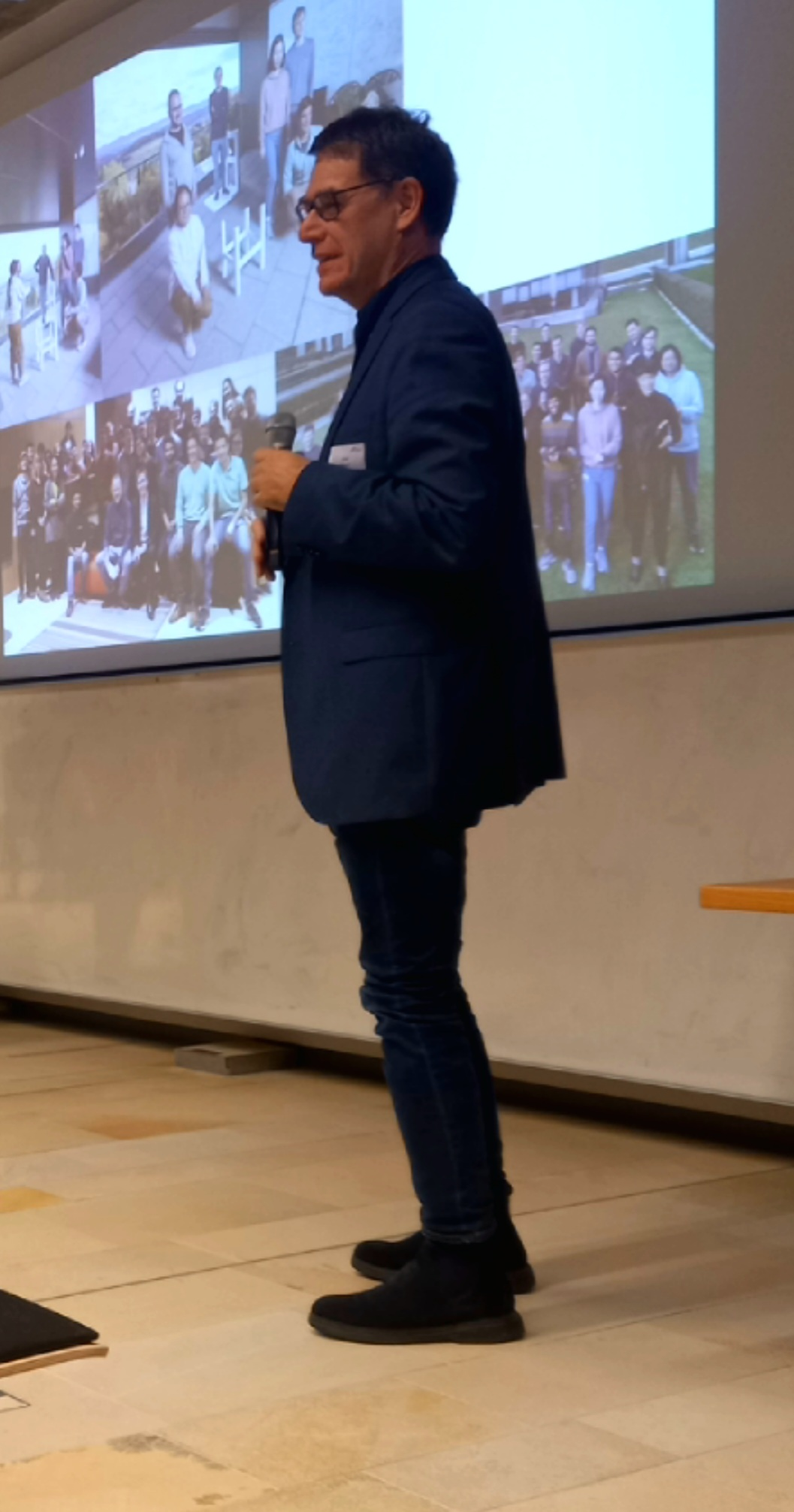
Olaf Kramer, 2024

Olaf Kramer (* 21. Oktober 1970 in Papenburg) ist ein deutscher Rhetoriker und Literaturwissenschaftler, der vor allem zu den Themen Wissenschaftskommunikation, digitale Rhetorik und politische Kommunikation forscht. Er ist Professor für Rhetorik und Wissenskommunikation am Seminar für Allgemeine Rhetorik der Eberhard Karls Universität Tübingen und leitet dort die Forschungsstelle Präsentationskompetenz. Kramer ist Mitherausgeber und Gründer des Science Notes Magazins und Sprecher des RHET AI Centers, an dem die gesellschaftliche Dimension von Künstlicher Intelligenz erforscht wird.

## Leben
Nach dem Abitur am Leeraner Teletta-Groß-Gymnasium studierte Kramer Allgemeine Rhetorik, Neuere Deutsche Literaturwissenschaft, Philosophie und Psychologie in Tübingen, Frankfurt am Main und Chapel Hill, USA. 2008 wurde er mit einer Arbeit zur Rhetorik bei Goethe promoviert. 2015 habilitierte er mit einer Arbeit zum Thema Virtuelle Realität und erhielt die venia legendi für Allgemeine Rhetorik und Neuere deutsche Literaturwissenschaft. Im Jahr 2016 wurde Kramer auf die Klaus Tschira Professur für Rhetorik und Wissenskommunikation berufen. 2018 übernahm er dann den Lehrstuhl für Rhetorik und Wissenskommunikation.

## Forschungsprojekte
2012 gründete Kramer die Forschungsstelle Präsentationskompetenz, die er auch leitet. Hier setzt er sich mit den Möglichkeiten der Weitergabe und Vermittlung von Wissen im Modus der Präsentation auseinander. So führt die Forschungsstelle Präsentationskompetenz etwa Forschung und Training für das Projekt Jugend präsentiert durch, einen bundesweiten Wettbewerb für Schüler. Im Rahmen der Forschungsstelle werden vor allem die Gebiete Knowledge Design, kommunikative Kompetenzentwicklung und Kompetenzmessung erforscht. Außerdem zeichnet Kramer mit der Forschungsstelle Präsentationskompetenz für die Vortragsreihen Science Notes sowie Rhetorik und Wissen verantwortlich. Als Gründer und Co-Herausgeber des Science Notes Magazin erforscht und erprobt er neue Formate des Wissenschaftsjournalismus. 2021 übernahm er die Leitung des RHET AI Centers, das als eines von vier deutschen Forschungszentren im Bereich Wissenschaftskommunikation von der VolkswagenStiftung im Rahmen der Initiative Wissenschaftskommunikation hoch drei gefördert wird.
Weitere Forschungsfelder Kramers sind politische Kommunikation und Populismus sowie Digitale Rhetorik und Virtualität.

## Schriften (Auswahl)
- Goethe und Rhetorik. Berlin/Boston 2010.
- Zs. mit Rainer Malaka (Hrsg.): Multiplikatorenhandbuch Jugend präsentiert. Heidelberg 2012.
- Verbotene Rhetorik. List, Tücke und geheimes Wissen als Erfolgsformeln in der rhetorischen Ratgeberliteratur. In: Knape, Joachim, Olaf Kramer und Thomas Schirren. (Hrsg.): Rhetorik. Bildung – Ausbildung – Weiterbildung. Berlin 2012. S. 165–180.
- Politik zwischen Gegenwart und Zukunft. Das genus deliberativum in der Mediokratie. In: Ueding, Gert und Gregor Kalivoda (Hrsg.): Wege moderner Rhetorikforschung. Klassische Fundamente und interdisziplinäre Entwicklung. Berlin und Boston 2014, S. 681–701
- zs. mit Carmen Lipphardt und Fabian Ruth: Präsentation im MINT-Unterricht. Jugend präsentiert als Projekt zur Entwicklung kommunikativer Kompetenz. In: M. Hasselhorn, W. Schneider & U. Trautwein (Hrsg.): Tests und Trends. Bd. 15 (2017) S. 229–244. Göttingen: Hogrefe.
- Wie sachlich sind Sachtexte? Ein Plädoyer für die rhetorische Analyse von Sachtexten. In: Jörn Brüggemann (Hrsg.): Bitte schön sachlich! Literaturwissenschaftliche und fachdidaktische Perspektiven auf Sachtexte und Sachtextlektüren. Mitteilungen des Deutschen Germanistenverbandes 66.2 (2019), S. 121–131.
- Spiel mit dem Publikum. Zur Rhetorik des Science-Slams. In: Niemann, Philipp, Laura Bittner u. a. (Hrsg.): Science-Slam. Multidisziplinäre Perspektiven auf eine populäre Form der Wissenschaftskommunikation. Wiesbaden 2020. S. 53–67.
- Die Plausibilisierung möglicher Welten als rhetorischer Akt. In: Michael Pietsch und Markus Mülke (Hrsg.): Pithanologie. Exemplarische Studien zum Überzeugenden. Berlin/Boston 2020, S. 59–72.
- Narrative Evidenz. In: Olaf Kramer, Carmen Lipphardt, Michael Pelzer (Hrsg.): Rhetorik und Ästhetik der Evidenz. Berlin/Boston 2020, S. 83–98.
- Zs. mit Carmen Lipphardt und Michael Pelzer (Hrsg.): Rhetorik und Ästhetik der Evidenz. Berlin/Boston 2020.
- Zs. mit Markus Gottschling (Hrsg.): Recontextualized Knowledge. Rhetoric – Situation – Science Communication. Berlin/Boston 2021.
- Zs, mit Thomas Susanka (Hrsh.): Design Issues. Volume 37, Number 4, Autumn 2021: Special Issue: Knowledge Design–Visual Rhetoric in Science Communication.